# Первомайская (Башкортостан)
Первома́йская (баш. Беренсе май) — деревня в Мелеузовском районе Республики Башкортостан Российской Федерации. Административный центр Первомайского сельсовета.

## География

### Географическое положение
Расстояние до:
- районного центра (Мелеуз): 9 км,
- ближайшей ж/д станции (Мелеуз): 9 км.

## История
10 сентября 2007 года постановлением Правительства Российской Федерации деревне центральной усадьбы Араслановского совхоза присвоено наименование Первомайская.

## Население
| 2002 | 2009 | 2010 |
| ---- | ---- | ---- |
| 725  | ↗786 | ↘764 |

### Национальный состав
Согласно переписи 2002 года, преобладающие национальности —  башкиры (46 %), русские (42 %).